# Georges Vayre
Pas d'image ? Cliquez ici

a Compétitions nationales et continentales officielles uniquement.

Georges Vayre, né le 26 octobre 1921 à Caudiès-de-Fenouillèdes (Pyrénées-Orientales) et mort le 9 novembre 1994 à Saint-Gaudens (Haute-Garonne), est un joueur de rugby à XV et de rugby à XIII, évoluant au poste de troisième ligne en XV et de talonneur en XIII.
Il grandit à proximité de Perpignan et joue au rugby à XV à l'U.S.A. Perpignan où il s'y trouve un espoir. Il connaît de nombreux faits de résistance durant la Seconde Guerre mondiale. Après la guerre, il change de code de rugby vers le rugby à XIII et joue sous les couleurs du XIII Catalan. Au cours de sa carrière, il dispute quelques rencontres avec la sélection des Catalans de France ont une célèbre victoire contre l'équipe d'Australie 20 à 5 le 26 décembre 1948, au stade Jean-Laffon de Perpignan.

## Biographie
Composition des Catalans :

## Palmarès

### Rugby à XV

#### Statistiques en club
| 1946-47 | USA Perpignan | Championnat de France |  |  |  |

### Rugby à XIII
- Collectif : 
  - Vainqueur de la Coupe de France : 1950 (XIII Catalan).
  - Finaliste du Championnat de France : 1951 (XIII Catalan).
  - Finaliste de la Coupe de France : 1952 (XIII Catalan).

#### Détails en club
| Saison    | Saison       | Championnat           | Championnat | Coupe           | Coupe      |
| Saison    | Saison       | Comp.                 | Class.      | Comp.           | Class.     |
| --------- | ------------ | --------------------- | ----------- | --------------- | ---------- |
| 1947-1948 | XIII Catalan | Championnat de France | 5e          | Coupe de France | 1/8 finale |
| 1948-1949 | XIII Catalan | Championnat de France | 5e          | Coupe de France | 1/8 finale |
| 1949-1950 | XIII Catalan | Championnat de France | 1/2 finale  | Coupe de France | Vainqueur  |
| 1950-1951 | XIII Catalan | Championnat de France | Finaliste   | Coupe de France | 1/2 finale |
| 1951-1952 | XIII Catalan | Championnat de France | 8e          | Coupe de France | Finaliste  |